# Isidoro Malmierca
Isidoro Malmierca Peoli (La Habana; 25 de septiembre de 1930 - 11 de agosto de 2001) fue un político cubano. Fue el Canciller de ese país desde el 3 de diciembre de 1976 hasta el 20 de junio de 1992 y uno de los fundadores del actual Partido Comunista de Cuba.

## Biografía

### Orígenes y primeros años
Nació en La Habana, Cuba. Desde muy joven, se involucró en las luchas revolucionarias en su país, uniéndose al pequeño Partido Socialista Popular, el predecesor del actual Partido Comunista de Cuba, durante los años anteriores a la Revolución cubana de 1959. El PSP tenía pocos miembros, pero estaba muy bien organizado y poseía una fuerte alianza con los sindicatos de las ciudades.
Su padre era un pequeño comerciante y masón, pasando Isidoro también formó parte de la masonería desde muy joven.
El PSP jugó un papel relativamente pequeño en la lucha armada de Fidel Castro contra la dictadura del General Fulgencio Batista, cuyo peso principal recayó en las montañas y el campo, y sólo se unió a las guerrillas un par de meses antes de la huida de Batista, que posibilitó el triunfo definitivo. Hasta entonces, se habían dedicado a denunciar el "aventurerismo" de los rebeldes.

### Revolución cubana
A pesar de la desconfianza inicial, cuando Fidel Castro encauzó la revolución radicalmente hacia la izquierda a comienzos de los 60 forjó una alianza duradera con el aparato del PSP, buscando la experiencia de jóvenes como Malmierca, con el objetivo de disciplinar y organizar al gobierno revolucionario en sus primeros años.
Malmierca fue uno de los fundadores del poderoso aparato de la seguridad del estado cubana, un rol para el cual, su personalidad cerrada y su sentido de privacidad personal, fue una importante ventaja. Fue también uno de los funcionarios que supervisó la fusión del PSP con el Movimiento 26 de Julio para formar el Partido Comunista de Cuba en 1965.
En ambas funciones, Malmierca tenía que encontrar un equilibrio entre los políticos profesionales y los jóvenes idealistas que participaron en la lucha armada contra Batista. Desempeño tan bien su papel, que se convirtió en miembro del Comité Central del nuevo partido y el principal editor de su órgano oficial, el periódico Granma durante los primeros diez años (1965-1975).
El punto álgido de la carrera política de Malmierca en la Revolución cubana llegó en diciembre de 1976, cuando fue designado como reemplazo del veterano intelectual de izquierda Raúl Roa García en el cargo de Canciller, además de pasar a ser Vicepresidente del Consejo de Ministros.

### Últimos años y muerte
Malmierca permaneció en dichos cargos hasta 1992, cuando fue sucedido por su segundo, Ricardo Alarcón de Quesada. Para esa época, Malmierca ya se encontraba enfermo y se le otorgó un trabajo relativamente ligero, que requería tanto el uso de su experiencia periodística, como de sus contactos extranjeros: fue designado director de Tips-Cuba, un servicio informativo que buscaba incentivar la inversión extranjera en Cuba.
Murió el 11 de agosto de 2001, en La Habana, producto del cáncer de pulmón.